# Desant na Drvar
Desant na Drvar (njemački kodni naziv: Rösselsprung / Konjićev skok ) pokušaj je zarobljavanja živog ili likvidacije vrhovnog zapovjednika NOVJ-a, maršala Tita, izveden u svibnju 1944. godine.

## Cilj operacije
Njemačko kodno ime operacije bilo je Rösselsprung („Konjićev skok”, aluzija na skok šahovske figure skakača), a cilj je bio iznenadnim napadom padobranskim postrojbama napasti Vrhovni stožer u Drvaru i uhvatiti Tita (po mogućnosti živog) ili ga ubiti te uništiti partizanski stožer i strane misije koje su se tamo tada nalazile. Ipak, partizani su već mjesec dana unaprijed na osnovu obavještajnih podataka o položaju okupatorskih trupa i pripremi zračnih snaga u Zagrebu i Banjoj Luci imali saznanje da se ovakva operacija može očekivati.

## Operacija
Operacija je počela 25. svibnja 1944. (datum koji je poslije rata obilježavan kao Titov službeni rođendan) bombardiranjem područja od strane njemačkih zračnih snaga u 6:00. Nakon vatrene pripreme i uz podršku kopnenih ustaških i četničkih snaga, oko 10:00 nešto manje od 1000 padobranaca skupljenih iz raznih SS jedinica (uvježbanih na aerodromu u Kraljevu) počelo se padobranima spuštati na područje Drvara. Unatoč relativno velikom broju angažiranih postrojbi, operacija nije uspjela, a Tito je s pratnjom – pripadnicima sovjetske i britanske misije pri Vrhovnom štabu – pobjegao udruženim neprijateljskim snagama. Kako je to cijelo područje bilo opkoljeno, bježanje kopnom nije bilo moguće, pa je Tito u noći s 3. na 4. lipnja ruskim avionom  s improviziranog uzletišta na Kupreškom polju odletio u Bari, a dva dana kasnije uputio se na Vis britanskim bojnim brodom, kamo su pristali u zoru 7. lipnja.
Njemački padobranci su predvečer 25. svibnja 1944. god. bili izloženi protunapadu partizanskih postrojbi - inače se u samom Drvaru nalazilo oko 800 partizana, u najbližoj okolici još njih oko 450, a na širem području oko Drvara sveukupno njih oko 12.000 - koji se produžio tijekom cijele noći, da bi prestao oko 04:30 ujutro narednog dana. Padobranci su bili potisnuti na područje groblja u Drvaru i izloženi minobacačkoj vatri, te su pretrpjeli ozbiljne gubitke - čak 576 poginulih i 48 ranjenih. 26. svibnja 1944. god. deblokirale su ih njemačke kopnene snage. Partizanske snage su u Drvaru imale 200 poginulih, a 196 partizana su Nijemci zarobili. Teškim gubitcima među padobrancima je značajno pridonijela okolnost da su kod dovođenja pojačanja jedrilice bile izložene paljbi iz puškomitraljeza i pušaka, pa se više jedrilica srušilo.
Nakon što su na sam dan desanta snage NOVJ izvršile snažan protunapad na njemačke padobrance - partizanima koji su osiguravali Vrhovni štab je prva u pomoć došla Treća lička brigada NOVJ, a navečer i snage Treće dalmatinske brigade - partizani su se povukli iz područja oko Drvara kako bi izbjegli udar krupnih njemačkih vojnih postrojbi dovedenih na to područje;, pri čemu je dio  postrojbi NOVJ povučen skroz prema granicama Srbije. U tom povlačenju su partizani bili izloženi stalnim zasjedama i udarima, a uslijed poteškoća u organiziranju opskrbe u povlačenju partizani su nerijetko gladovali; njemačke procjene govore o 6.240 mrtvih na strani postrojba NOVJ.
Nakon destanta na Drvar, Glavni štab Hrvatske je 25. svibnja naredio svim partizanskim postrojbama da se intenzivno upuste u borbe; tako je nakon priprema koje su trajale svega 5 dana izveden 31. svibnja desantni prepad postrojbi 26. divizije NOVJ; također i elemenata britanske 2. SS (Special Service) brigade na otok Brač s oko 400 pripadnika. U potpori te akcije koja je trebala ostaviti dojam da se njome želi zauzeti cijeli Brač i time izazvati dovođenje novih Njemačkih snaga u protunapad, izvršeno je jedno od najmasovnijih savezničkih bombardiranja Splita, u kojem je poginulo 9 Nijemaca i oko 150 hrvatskih civila. Teške borbe na Braču su potrajale do 5. lipnja, uz gubitke - prema partizanskim podatcima - od 67 mrtvih i 14 nestalih partizana, te 60 mrtvih i 20 nestalih Britanaca; prema partizanskim procjenama njemačke snage su na Braču imale 350 mrtvih, a 220 Nijemaca je zarobljeno.

## Vanjske poveznice
- Desant na Drvar na stranicama povijest.net  Arhivirana inačica izvorne stranice od 3. srpnja 2008. (Wayback Machine)